# Râul Valea Săturanului
Râul Valea Săturanului este un curs de apă, unul din cele două brațe care formează râului Zeldiș. 

## Hărți
- Harta județului Arad
- Harta munții Zarand  Arhivat în 27 mai 2008, la Wayback Machine.
- Harta munții Apuseni